# Cyanoderma chrysaeum
A Cyanoderma chrysaeum a madarak osztályának verébalakúak (Passeriformes) rendjébe és a timáliafélék (Timaliidae) családjába tartozó faj.

## Rendszerezése
A fajt Edward Blyth angol zoológus írta le 1844-ben, a Stachyris nembe Stachyris chrysaea néven. Besorolása vitatott, egyes szervezetek a Stachyridopsis nembe sorolják Stachyridopsis chrysaea néven.

## Alfajai
- Cyanoderma chrysaeum assimilis (Walden, 1875)
- Cyanoderma chrysaeum aurata (Meyer de Schauensee, 1938)
- Cyanoderma chrysaeum binghami (Rippon, 1904)
- Cyanoderma chrysaeum chrysaea (Blyth, 1844)
- Cyanoderma chrysaeum chrysops (Richmond, 1902)
- Cyanoderma chrysaeum frigida (Hartlaub, 1865)

## Előfordulása
Dél- és Délkelet-Ázsiában, Banglades, Bhután, India, Indonézia, Kambodzsa, Kína, Laosz, Malajzia, Mianmar, Nepál, Thaiföld és Vietnám területén honos. 
Természetes élőhelyei a szubtrópusi vagy trópusi síkvidéki és hegyi esőerdők, magaslati cserjések, valamint másodlagos erdők. Állandó, nem vonuló faj.

## Megjelenése
Testhossza 12 centiméter, testtömege 6-10 gramm.
|  |

## Természetvédelmi helyzete
Az elterjedési területe rendkívül nagy, egyedszáma ugyan csökken, de még nem éri el a kritikus szintet. A Természetvédelmi Világszövetség Vörös listáján nem fenyegetett fajként szerepel.